# ليونارد آي. غارث
ليونارد آي. غارث (بالإنجليزية: Leonard I. Garth)‏ هو قاضي ومحامي أمريكي، ولد في 7 أبريل 1921 في نيويورك في الولايات المتحدة، وتوفي في 22 سبتمبر 2016.